# Maniho cantuarius
Maniho cantuarius är en spindelart som beskrevs av Forster och Wilton 1973. Maniho cantuarius ingår i släktet Maniho och familjen Amphinectidae. Inga underarter finns listade i Catalogue of Life.